# Rémy Ruiz
Pour les articles homonymes, voir Ruiz.
Rémy Ruiz, né le 6 décembre 1982 à Marseille, est un footballeur français international de football de plage. Il évolue au poste de gardien de but.
Il évolue principalement en CFA (4e division) mais participe au championnat de National lors de la saison 2008-2009 avec le SO Cassis-Carnoux.

## Biographie
En 2006, Rémy Ruiz est sélectionné en équipe de France de football de plage par Éric Cantona pour participer à la Coupe du monde à Rio de Janeiro. 
Il prend part aux 6 rencontres de la France qui termine 3e de la compétition.
En 2010 et 2011, Ruiz est rappelé en équipe de France de football de plage,.
La seconde année, il remporte le Festisable 2011, tournoi de démonstration sur l'île de La Réunion, aux côtés d'anciens joueurs professionnels comme Jean-Christophe Devaux, Ludovic Liron et Mickaël Pagis.
En 2011, il garde les cages du Marseille XII beach-soccer, finaliste du Championnat de France de football de plage.
En janvier 2012, alors sous les couleurs de l'US Marignane, Rémy Ruiz se blesse aux ligaments et au ménisque du genou ce qui l'éloigne des terrains pour plusieurs mois.
Il quitte le club à la fin de saison.

## Palmarès
US Marignane
- Champion de DH Méditerranée en 2004